# 145562 Zurbriggen
145562 Zurbriggen è un asteroide della fascia principale. Scoperto nel 2006, presenta un'orbita caratterizzata da un semiasse maggiore pari a 2,6939806 UA e da un'eccentricità di 0,1591684, inclinata di 4,28609° rispetto all'eclittica.
Dal 2 aprile al 1º giugno 2007, quando 154660 Kavelaars ricevette la denominazione ufficiale, è stato l'asteroide denominato con il più alto numero ordinale. Prima della sua denominazione, il primato era di 136199 Eris.
L'asteroide è dedicato al professore svizzero Bernard Zurbriggen, lungamente direttore dell'Osservatorio di Ependes.